# Teresa di Meclemburgo-Strelitz
Duchessa Teresa Matilde Amalia di Meclemburgo-Strelitz (in tedesco: Herzogin Therese Mathilde Amalie zu Mecklenburg-Strelitz; Hannover, 5 aprile 1773 – Ratisbona, 12 febbraio 1839) era un membro del Casato di Meclemburgo-Strelitz e una Duchessa di Meclemburgo. Attraverso il suo matrimonio con Carlo Alessandro, V Principe di Thurn und Taxis, Teresa fu anche un membro del Casato di Thurn und Taxis.

## Famiglia
Teresa Matilde Amalia di Meclemburgo nacque ad Hannover come figlia del Duca Carlo di Meclemburgo e della sua prima moglie la Principessa Federica d'Assia-Darmstadt.
Teresa sposò Carlo Alessandro, Principe Ereditario di Thurn und Taxis, figlio di Carlo Anselmo, IV Principe di Thurn und Taxis e di sua moglie la Duchessa Augusta di Württemberg, il 25 maggio 1789 a Neustrelitz nel Ducato di Meclemburgo-Strelitz. La zia paterna di Teresa, la Regina Carlotta e suo marito Giorgio III del Regno Unito contribuirono a mediare per il matrimonio, in particolare assicurandosi che Teresa avrebbe mantenuto la sua fede protestante. Teresa e Carlo Alessandro ebbero sette figli:
- Principessa Carlotta Luisa di Thurn und Taxis (24 marzo 1790 – 22 ottobre 1790)[1][2]
- Principe Giorgio Carlo di Thurn und Taxis (26 marzo 1792 – 20 gennaio 1795)[1][2]
- Principessa Maria Teresa di Thurn und Taxis (6 luglio 1794 – 18 agosto 1874)[1][2]
- Principessa Luisa Federica di Thurn und Taxis (29 agosto 1798 – 1º dicembre 1798)[1][2]
- Principessa Maria Sofia Dorotea di Thurn und Taxis (4 marzo 1800 – 20 dicembre 1870)[1][2]
- Massimiliano Carlo, VI Principe di Thurn und Taxis (3 novembre 1802 – 10 novembre 1871)[1][2]
- Principe Federico Guglielmo di Thurn und Taxis (29 gennaio 1805 – 7 settembre 1825)[1][2]

Teresa ebbe anche dei figli illegittimi da Massimiliano, Graf von und zu Lerchenfeld auf Köfering und Schönberg (Monaco di Baviera, 17 gennaio 1772 – Kassel, 19 ottobre 1809), che aveva sposato il 25 maggio 1789 Maria Anna Philippine Walburga Groschlag von Dieburg, da cui aveva avuto un figlio maschio son; uno creato Graf von Stockau; gli altri riceverono il cognome Stargard. I figli includono: 
- Giorgio Adolfo, Graf von Stockau (Dresda, Sassonia, 6 maggio 1806 – castello di Napajedla, Maehren, 4 aprile 1865), sposò il 25 novembre 1830 Franziska de Paula Maria Elisabeth, Gräfin von Fünfkirchen (Vienna, Austria, 24 luglio 1801 – castello di Napajedl, Maehren, 14 maggio 1870), erede del castello di Napajedl e della tenuta a Maehren, vedova di Clemens Graf von Kesselstatt, ed ebbe figli, ora apparentemente estinta in linea maschile[5]
- Amalie von Sternfeld (Ratisbona, 16 giugno 1808 – Tegernsee, 21 giugno 1888), sposò a Köfering il 31 agosto 1825 Giorgio Alessandro, Freiherr von Krüdener (1786–1852), ed ebbe figlie femmine

Nel 1790, Anne-César, Chevalier de la Luzerne, l'ambasciatore francese in Gran Bretagna, riferì che il marito di Teresa era preso in considerazione per il nuovo trono dei Paesi Bassi Austriaci e che la zia di Teresa la Regina Carlotta l'avrebbe sosteneuta; ciò si rivelarono voci infondate, poiché Carlotta e suo marito Giorgio III ritenevano Carlo Alessandro di rango insufficiente per la sovranità. Dopo la mediatizzazione del Principato di Thurn und Taxis nel Regno di Baviera nel 1806 durante la Reichsdeputationshauptschluss, la fine del Sacro Romano Impero e la creazione della Confederazione del Reno, e la successiva fine della Reichspost Imperiale, L'iniziativa di Teresa e la capacità di negoziazione furono influenti nel mantenimento del sistema postale Thurn und Taxis a gestione come società privata, Thurn-und-Taxis-Post. Come sua sorella, Luisa, Regina consorte di Prussia, non riuscì nelle loro trattative con Napoleone, ma durante il Congresso di Vienna, ebbe successo nel far rispettare gli interessi della famiglia Thurn und Taxis.

## Attività politiche
Teresa e Carlo Alessandro ebbero come loro prima residenza (fino al 1797) il Palais Thurn und Taxis a Francoforte sul Meno. Già all'inizio del loro matrimonio, Teresa assunse i doveri di rappresentanza del giovane marito. Dopo le dimissioni di suo suocero come Maestro Generale di Posta e Commissario principale della Dieta perpetua dell'Impero a Ratisbona, il marito di Teresa, diventò il Commissario principale nel 1797. Teresa assunse un ruolo attivo nell'amministrazione delle terre e del Casato Principesco nonché dell'amministrazione postale e si dedicò anche all'arte e alla letteratura. Ospitò nel suo salotto poeti e scrittori incluso Jean Paul, Friedrich Rückert, Johann Kaspar Lavater, e Friedrich Gottlieb Klopstock.

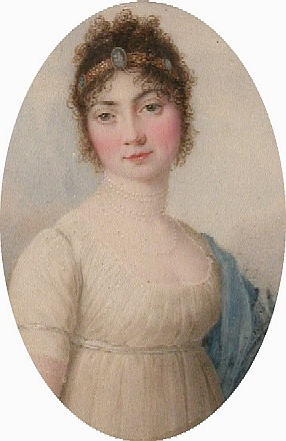
La Principessa Ereditaria di Thurn und Taxis, olio su tela di Carlo Restallino, Ratisbona nel 1800.

Soltanto con la with prevedibile scomparsa del Imperial Reichspost, la mediatizzazione tedesca del 1803, la mediatizzazione del Casato Principesco di Thurn und Taxis, e la perdita della posizione di Maestro Generale di Posta all'epoca di Napoleone Bonaparte, Teresa divenne apparentemente attiva politicamente, in modo particolare dopo la morte di suo suocero nel 1805. Da allora, Teresa rafforzò la sovranità della Casata Principesca di Thurn und Taxis ed i suoi diritti tradizionali sulle poste. Nel 1806, lei e suo marito negoziarono con suo cognato Federico Guglielmo III di Prussia insieme con Karl Theodor von Dalberg, l'ex Arcivescovato-Elettore di Magonza e il Principato-Primate di Ratisbona, per la prima volta nel 1807 con Napoleone. Analogamente, negoziarono anche con Massimiliano I Giuseppe di Baviera a Monaco di Baviera e gli proposero la nazionalizzazione della Thurn und Taxis Lehnspost lì. Nel 1808, Teresa e suo marito sostennero gli interessi del Casato Principesco di Thurn und Taxis al Congresso di Erfurt. In quel luogo, avvenne un incontro segreto tra Charles Maurice de Talleyrand-Périgord e Alessandro I di Russia nel suo salotto.
La duchessa Teresa morì in Taxis, Ratisbona, all'età di 65 anni.

## Ultimi anni e morte
Dopo la morte del marito, il 15 luglio 1827, la principessa Teresa si trasferì nell'attuale Castello di Taxi. Come vedova, si è principalmente concentrata "sui suoi interessi scientifici e artistici". La principessa Teresa morì il 12 febbraio 1839 al Castello di Taxi ed è stata sepolta nella cripta della cappella di San Emmerano a Ratisbona.

## Titoli e trattamento
- 5 aprile 1773 – 25 maggio 1789: Sua Altezza Serenissima Teresa di Meclemburgo-Strelitz
- 25 maggio 1789 – 13 novembre 1805: Sua Altezza Serenissima La Principessa Ereditaria di Thurn und Taxis
- 13 novembre 1805 – 28 giugno 1815: Sua Altezza Serenissima La Principessa di Thurn und Taxis
- 28 giugno 1815 – 15 luglio 1827: Sua Altezza La Principessa di Thurn und Taxis
- 15 luglio 1827 – 12 febbraio 1839: Sua Altezza La Principessa Madre di Thurn und Taxis

## Ascendenza
|                                                                 |                                         |                                                                             | Genitori                                                   |  |  | Nonni |  |  | Bisnonni                                         |  |  | Trisnonni                                       |  |
|                                                                 |                                         |                                                                             |                                                            |  |  |       |  |  | Adolfo Federico II, Duca di Meclemburgo-Strelitz |  |  | Adolfo Federico I, Duca di Meclemburgo-Schwerin |  |
|                                                                 |                                         |                                                                             |                                                            |  |  |       |  |  | Adolfo Federico II, Duca di Meclemburgo-Strelitz |  |  | Adolfo Federico I, Duca di Meclemburgo-Schwerin |  |
|                                                                 |                                         | Duchessa Maria Caterina di Brunswick-Dannenberg                             |                                                            |  |  |       |  |  | Adolfo Federico II, Duca di Meclemburgo-Strelitz |  |  |                                                 |  |
| Duca Carlo Luigi Federico di Meclemburgo, Principe di Mirow     |                                         |                                                                             |                                                            |  |  |       |  |  | Adolfo Federico II, Duca di Meclemburgo-Strelitz |  |  |                                                 |  |
|                                                                 |                                         | Principessa Cristiana Emilia di Schwarzburg-Sondershausen                   | Cristiano Guglielmo, Principe di Schwarzburg-Sondershausen |  |  |       |  |  |                                                  |  |  |                                                 |  |
|                                                                 |                                         | Principessa Cristiana Emilia di Schwarzburg-Sondershausen                   | Cristiano Guglielmo, Principe di Schwarzburg-Sondershausen |  |  |       |  |  |                                                  |  |  |                                                 |  |
|                                                                 |                                         | Principessa Cristiana Emilia di Schwarzburg-Sondershausen                   | Contessa Antonia Sibilla di Barby-Mühlingen                |  |  |       |  |  |                                                  |  |  |                                                 |  |
| Carlo II, Duca di Meclemburgo-Strelitz                          |                                         | Principessa Cristiana Emilia di Schwarzburg-Sondershausen                   |                                                            |  |  |       |  |  |                                                  |  |  |                                                 |  |
|                                                                 |                                         | Ernesto Federico I, Duca di Sassonia-Hildburghausen                         | Ernesto, Duca di Sassonia-Hildburghausen                   |  |  |       |  |  |                                                  |  |  |                                                 |  |
|                                                                 |                                         | Ernesto Federico I, Duca di Sassonia-Hildburghausen                         | Ernesto, Duca di Sassonia-Hildburghausen                   |  |  |       |  |  |                                                  |  |  |                                                 |  |
|                                                                 |                                         | Ernesto Federico I, Duca di Sassonia-Hildburghausen                         | Contessa Sofia Enrichetta di Waldeck                       |  |  |       |  |  |                                                  |  |  |                                                 |  |
| Principessa Elisabetta Albertina di Sassonia-Hildburghausen     |                                         | Ernesto Federico I, Duca di Sassonia-Hildburghausen                         |                                                            |  |  |       |  |  |                                                  |  |  |                                                 |  |
|                                                                 |                                         | Contessa Sofia Albertina di Erbach-Erbach                                   | Giorgio Luigi I, Conte di Erbach-Erbach                    |  |  |       |  |  |                                                  |  |  |                                                 |  |
|                                                                 |                                         | Contessa Sofia Albertina di Erbach-Erbach                                   | Giorgio Luigi I, Conte di Erbach-Erbach                    |  |  |       |  |  |                                                  |  |  |                                                 |  |
|                                                                 |                                         | Contessa Sofia Albertina di Erbach-Erbach                                   | Contessa Amalia Caterina di Waldeck                        |  |  |       |  |  |                                                  |  |  |                                                 |  |
| Duchessa Teresa di Meclemburgo-Strelitz                         |                                         | Contessa Sofia Albertina di Erbach-Erbach                                   |                                                            |  |  |       |  |  |                                                  |  |  |                                                 |  |
|                                                                 | Luigi VIII, Langravio d'Assia-Darmstadt | Ernesto Luigi, Langravio d'Assia-Darmstadt                                  |                                                            |  |  |       |  |  |                                                  |  |  |                                                 |  |
|                                                                 | Luigi VIII, Langravio d'Assia-Darmstadt | Ernesto Luigi, Langravio d'Assia-Darmstadt                                  |                                                            |  |  |       |  |  |                                                  |  |  |                                                 |  |
|                                                                 | Luigi VIII, Langravio d'Assia-Darmstadt | Margravia Dorotea Carlotta di Brandeburgo-Ansbach                           |                                                            |  |  |       |  |  |                                                  |  |  |                                                 |  |
| Langravio Principe Giorgio Guglielmo d'Assia-Darmstadt          | Luigi VIII, Langravio d'Assia-Darmstadt |                                                                             |                                                            |  |  |       |  |  |                                                  |  |  |                                                 |  |
|                                                                 |                                         | Contessa Carlotta di Hanau-Lichtenberg                                      | Giovanni Reinardo III, Conte di Hanau-Lichtenberg          |  |  |       |  |  |                                                  |  |  |                                                 |  |
|                                                                 |                                         | Contessa Carlotta di Hanau-Lichtenberg                                      | Giovanni Reinardo III, Conte di Hanau-Lichtenberg          |  |  |       |  |  |                                                  |  |  |                                                 |  |
|                                                                 |                                         | Contessa Carlotta di Hanau-Lichtenberg                                      | Margravia Dorotea Federica di Brandeburgo-Ansbach          |  |  |       |  |  |                                                  |  |  |                                                 |  |
| Principessa Federica d'Assia-Darmstadt                          |                                         | Contessa Carlotta di Hanau-Lichtenberg                                      |                                                            |  |  |       |  |  |                                                  |  |  |                                                 |  |
|                                                                 |                                         | Conte Cristiano Carlo Reinardo di Leiningen-Dachsburg-Falkenburg-Heidesheim | Giovanni, Conte di Leiningen-Dagsburg-Falkenburg           |  |  |       |  |  |                                                  |  |  |                                                 |  |
|                                                                 |                                         | Conte Cristiano Carlo Reinardo di Leiningen-Dachsburg-Falkenburg-Heidesheim | Giovanni, Conte di Leiningen-Dagsburg-Falkenburg           |  |  |       |  |  |                                                  |  |  |                                                 |  |
|                                                                 |                                         | Conte Cristiano Carlo Reinardo di Leiningen-Dachsburg-Falkenburg-Heidesheim | Contessa Giovanna Maddalena di Hanau-Lichtenberg           |  |  |       |  |  |                                                  |  |  |                                                 |  |
| Contessa Maria Luisa Albertina di Leiningen-Dagsburg-Falkenburg |                                         | Conte Cristiano Carlo Reinardo di Leiningen-Dachsburg-Falkenburg-Heidesheim |                                                            |  |  |       |  |  |                                                  |  |  |                                                 |  |
|                                                                 |                                         | Contessa Caterina Polissena di Solms-Rödelheim e Assenheim                  | Conte Ludovico di Solms-Rödelheim                          |  |  |       |  |  |                                                  |  |  |                                                 |  |
|                                                                 |                                         | Contessa Caterina Polissena di Solms-Rödelheim e Assenheim                  | Conte Ludovico di Solms-Rödelheim                          |  |  |       |  |  |                                                  |  |  |                                                 |  |
|                                                                 |                                         | Contessa Caterina Polissena di Solms-Rödelheim e Assenheim                  | Contessa Carlotta Sibilla di Ahlefeld                      |  |  |       |  |  |                                                  |  |  |                                                 |  |
|                                                                 |                                         | Contessa Caterina Polissena di Solms-Rödelheim e Assenheim                  |                                                            |  |  |       |  |  |                                                  |  |  |                                                 |  |